# منتخب ألمانيا لاتحاد الرغبي للسيدات
منتخب ألمانيا لاتحاد الرغبي للسيدات (بالألمانية: Deutsche Rugby-Union-Nationalmannschaft der Frauen )‏ هو ممثل ألمانيا الرسمي في المنافسات الدولية في اتحاد الرغبي للسيدات
. تأسس في 14 أكتوبر 1989.

## وصلات خارجية
- الموقع الرسمي